# Brusselse gewestverkiezingen 2014/Kandidatenlijst/N-VA
Dit is de kandidatenlijst van N-VA voor de Brusselse gewestverkiezingen van 2014. De verkozenen staan vetgedrukt.

## Effectieven
1. Johan Van Den Driessche
2. Liesbet Dhaene
3. Cieltje Van Achter
4. Dirk Berchmans
5. Rik Dhoest
6. Hugo De Deken
7. Anna Steffen
8. Regine Heyvaert
9. Wim Verhaegen
10. Johanna Luykx
11. Seva Ndibeshe
12. Maria Ajerrad
13. Rob Geeraerts
14. Marlyse Hanssens
15. Miguel Menendez Gonzalez
16. Kristel Caers
17. Paul De Ridder

## Opvolgers
1. Lieven De Rouck
2. Joke Demullier-Van Daele
3. Filip De Pillecyn
4. Vina Demailly
5. Bruno Roose
6. Marleen Sorgeloos
7. Roland Demailly
8. Annie Den Hondt
9. Kristof D'Exelle
10. Mich Van Poppel
11. Luc Van Caneghem
12. Suzy De Jong
13. Kris Verhelst
14. Jeanne Beyens
15. Clémence Van Den Bergh
16. Sorin Cech